# Lillhärdal
Lillhärdal är en tätort i  Lillhärdals distrikt i Härjedalens kommun och kyrkbyn i Lillhärdals socken i södra Härjedalen.

## Historia
Lillhärdal anses vara den plats där den första härjedalingen, Härjulf Hornbrytare, bosatte sig. Det har gjorts arkeologiska utgrävningar utanför byn som man tror bekräftar detta. Härjulf står som staty mitt i byn tillsammans med sin fru Helga.
Lillhärdal, eller Lille Herdall, nämns första gången i samband med att byns första kyrka invigs, 1407. Den nuvarande kyrkan sägs dock vara uppförd på 1500-talet . Den har sedan dess blivit ombyggd och restaurerad, bl.a. år 1771.
I Lillhärdal startade de svenska häxprocesserna på 1600-talet genom Gertrud Svensdotters anklagelse mot Märet Jonsdotter 1668. Här miste sex kvinnor livet. På Spångmyrholmen, där häxorna brändes, finns idag ett minnesmärke över dessa händelser.

### Befolkningsutveckling
| Befolkningsutvecklingen i Lillhärdal 1960–2020 | Befolkningsutvecklingen i Lillhärdal 1960–2020 | Befolkningsutvecklingen i Lillhärdal 1960–2020 | Befolkningsutvecklingen i Lillhärdal 1960–2020 | Befolkningsutvecklingen i Lillhärdal 1960–2020 |
| ---------------------------------------------- | ---------------------------------------------- | ---------------------------------------------- | ---------------------------------------------- | ---------------------------------------------- |
|                                                |                                                |                                                |                                                |                                                |
| År                                             |                                                |                                                | Folkmängd                                      | Areal (ha)                                     |
| 1960                                           | 1960                                           |                                                | 512                                            |                                                |
| 1965                                           | 1965                                           |                                                | 469                                            |                                                |
| 1970                                           | 1970                                           |                                                | 435                                            |                                                |
| 1975                                           | 1975                                           |                                                | 462                                            |                                                |
| 1980                                           | 1980                                           |                                                | 524                                            |                                                |
| 1990                                           | 1990                                           |                                                | 423                                            | 115                                            |
| 1995                                           | 1995                                           |                                                | 398                                            | 115                                            |
| 2000                                           | 2000                                           |                                                | 349                                            | 115                                            |
| 2005                                           | 2005                                           |                                                | 365                                            | 115                                            |
| 2010                                           | 2010                                           |                                                | 335                                            | 114                                            |
| 2015                                           | 2015                                           |                                                | 403                                            | 232                                            |
| 2020                                           | 2020                                           |                                                | 354                                            | 230                                            |
|                                                |                                                |                                                |                                                |                                                |

## Samhället
I Lillhärdal finns Lillhärdals kyrka och Lillhärdals hembygdsgård Högen. Den är bevarad från 1600-talet och är byggd i fyrkant.
Det finns ett historiskt museum i Lillhärdal som berättar om häxprocesserna.
Härdalsbuda heter butiken som ligger centralt i byn. Där finns även ett café.
Fjällhälsan Lillhärdal finns i servicehuset Mobackas lokaler.
Lillhärdals IF utövar längdskidåkning och fotboll.

### Greta Garbostatyn
I skogarna drygt en mil utanför Lillhärdal, i en skogsglänta cirka 200 meter från Stockholmsvägen, placerades 2016 The Statue of Integrity. In memory of Greta Garbo, en betongstaty av Greta Garbo sittande mediterande på en sten invid en liten öppen myr. Skulpturen gjordes av den islandssvenske skulptören Jón Leifsson i samarbete med Fotografiska, och den är relativt svårlokaliserad. Greta Garbo hade inget känt att göra med Lillhärdal, utan platsen valdes för att den var svåråtkomlig likt Garbo själv.

## Evenemang

### Härdalsyran
Sedan 1995 firas i Lillhärdal årligen Härdalsyran med artistuppträdanden, tivoli och ungdomsdisco. Samma vecka äger även tävlingen Bykampen rum där de olika lagen från byarna i Härjedalen är utklädda efter olika teman och kämpar i olika grenar. 2013 hade Härdalsyran 5700 besökare under helgen, och detta var rekordet under yrans historia.

### Böndagsmåndag
I Lillhärdal är andra måndagen i oktober helgdag, med stängda skolor och affärer och gudstjänst i kyrkan. 

## Kända personer från Lillhärdal
- Ronny Dahl, armbrytare, svensk mästare 2013, 2014, 2016, 2017, 2018, 2019
- Lars-Axel Nordell, riksdagsledamot (KD)
- Märet Jonsdotter, häxa
- Arthur Herrdin, Längdskidor